# Energic
 (octobre 2013).
Si vous disposez d'ouvrages ou d'articles de référence ou si vous connaissez des sites web de qualité traitant du thème abordé ici, merci de compléter l'article en donnant les références utiles à sa vérifiabilité et en les liant à la section « Notes et références ».
Energic est une marque Française de matériel de motoculture, d'agriculture, et de viticulture. Ce matériel fut construit de 1929 à 1980 par les Établissements Patissier à Villefranche sur Saône dans le Rhône.
Albert Patissier, inventeur du dérailleur à vélo et pilote d'essai chez Monet-Goyon à Mâcon, est contacté en 1929, par un agriculteur qui ne parvient pas à faire fonctionner un des premiers motoculteurs. Après analyse de l'engin, il est impossible de le modifier pour obtenir un outil performant, si bien que M. Patissier s'en inspire pour mettre au point un prototype de motoculteur qu'il baptise "Energic type A". Il est motorisé par un 500 cm3 Motobécane. Sur cette base il poursuit ses recherches pour aboutir à la construction en 1931 des types G9 B5 C7 et D9 qui satisferont les agriculteurs. Ils sont motorisés par des moteurs Motobécane, Energic et Chaize. La production de ces motoculteurs et de leurs outils se poursuit ainsi jusqu'à la seconde guerre mondiale. 
Pendant la guerre la production stagne, mais les Établissements Patissier n'ont pas dit leur dernier mot. Albert Patissier met au point sur la base du type D9, le motoculteur "d'après guerre" qui fera la renommée incontestée de la marque Energic.

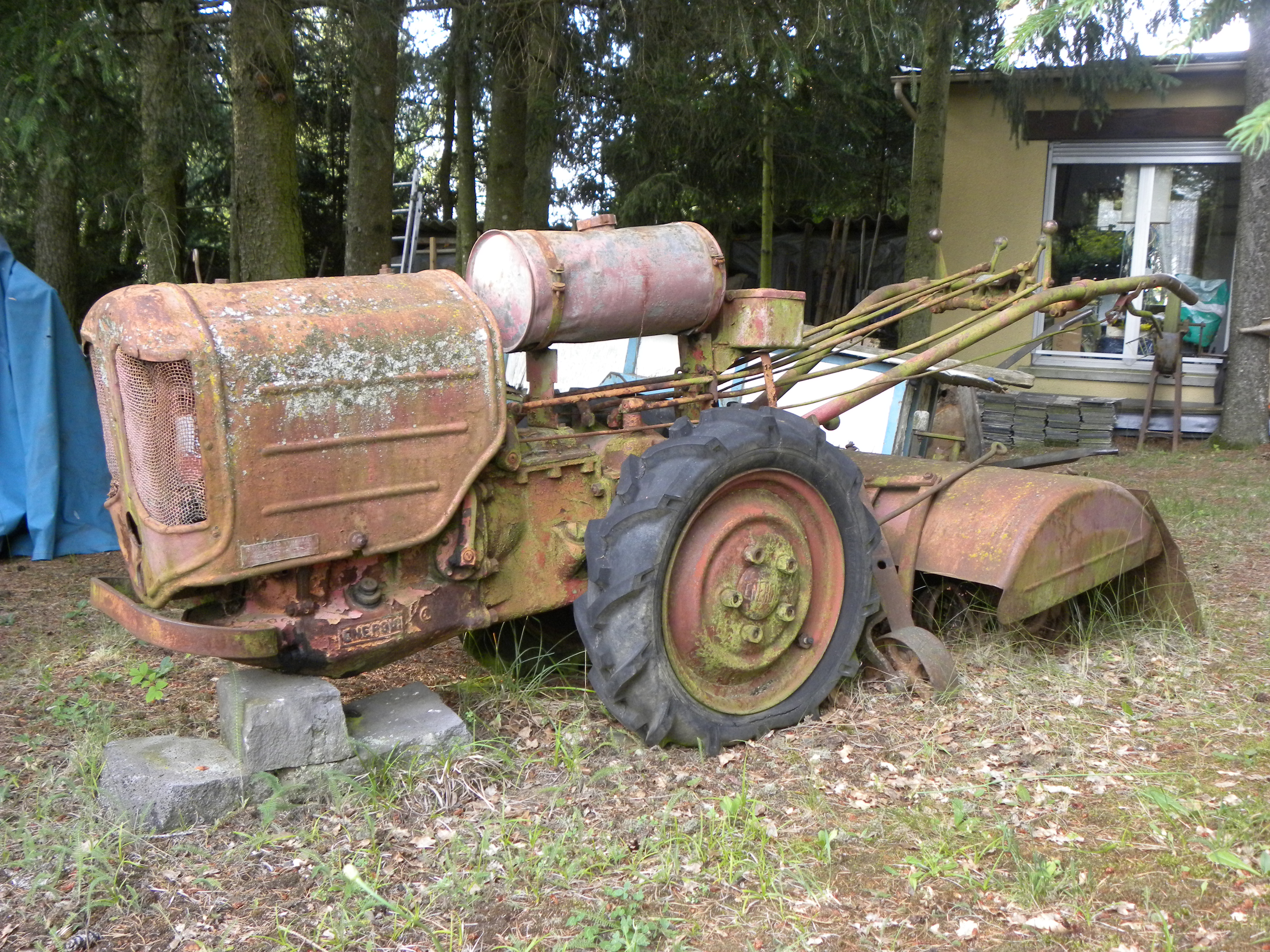
Energic type 409 6V équipé d'un rotovateur. Ce motoculteur fut le modèle phare de la production.

Au sortir du conflit le motoculteur type 409 à 3 puis à 6 vitesses de conception 100% Energic (sauf pneus, magneto, carburateur et bougie) est proposé sur le marché de la machine agricole. Il est animé d'un moteur Energic de 500 cm3 à soupapes latérales et allumage par magnéto à induit, développant 9cv à 1800 tours. Proposé en roues fer ou agraires, et d'un pont à crabots, ou à différentiel en option. Cet engin d'une robustesse et d'une fiabilité hors normes, marque un nouveau départ et sera le modèle phare de la production. Il regroupe à lui seul quatre brevets "A. PATISSIER". Sans compter les brevets des outils qu'il peut recevoir. Energic va majoritairement couvrir le marché de machine agricole de la petite et moyenne entreprise agricole ainsi que le maraîcher et le jardinier amateur. 
En 1950, apparaîtra le motoculteur 411 (même base que le 409, mais 200 cm3 de plus, allumage par magnéto à déclic et un grand volant d'embrayage) puis le 511 ; petit tracteur aux grandes possibilités.
D'abord motorisé par le moteur des 409, quelques prototypes baptisés 509, ont permis de valider la transformation du motoculteur en tracteur. Le moteur n'étant pas assez puissant pour effectuer des labours profonds, c'est le moteur du 411 qui fut monté en série sur  les 511. Ce deux roues motrices est alors conçu à partir du motoculteur 411 auquel il a été ajouté une entretoise entre le pont et la boîte, ainsi qu'un train directionnel à l'avant évoluera néanmoins jusqu'en 1965 pour aboutir à un moteur Energic de 700 cm3 grand volant, démarré par le système DYNASTAR, équipé d'une boite à 6 vitesses rapide avec option vitesses rampantes, et d'une prise de force arrière avec pont débrayable pour usage à poste fixe (treuil, poulie) ou d'un relevage de type DYNABLOC.
Des années 1955 à 1970, l'entreprise va diversifier son offre avec une multitude de modèles.
Motoculteurs MR5 RAM 6 et 7 / 102 103 110 120 130 140/ 200 210 220 / 410 412 / 309 311 318.
Mototracteurs 710 712E 712D.
Tracteurs essence 511 518 519A à moteur de Peugeot 203 puis 403.
Tracteurs diesel 510 512 519TMD 521 525 535 et 545.

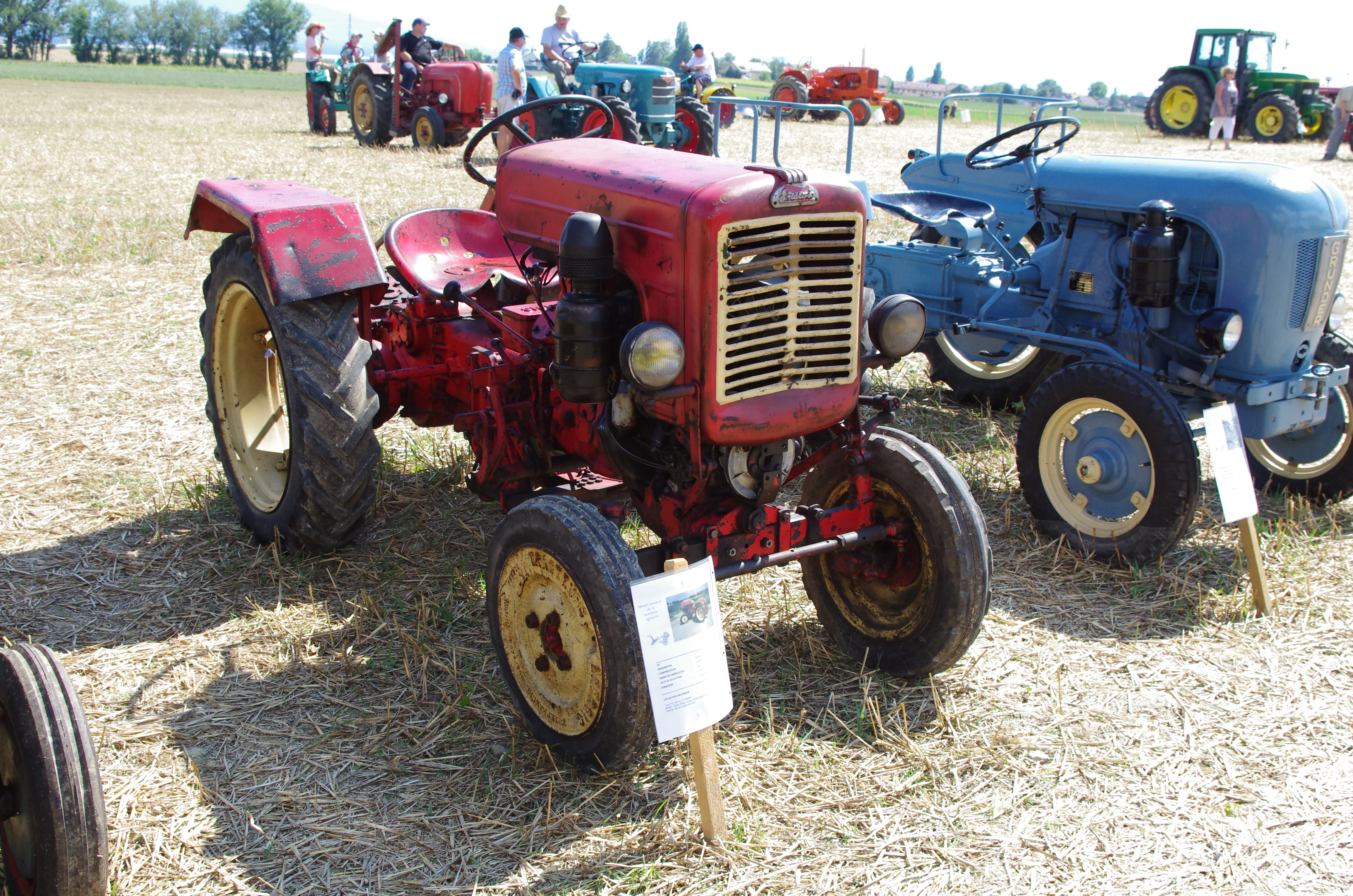
Energic type 512 à moteur Sachs 600.

Après 1965, l'entreprise connaitra son déclin avec l'ouverture du marché asiatique, elle produira néanmoins des tracteurs à 4 roues motrices articulés types 4RM en 12, 18, 28, et 35 cv. Et des tracteurs autrichiens sous licence (Steyr) de 20, 30, 40, 50, 60, et 80 cv.
De même qu'une grande série de motobineuses de 2.5 à 7 cv, de tondeuses, motofaucheuses, atomiseurs, débroussailleuses, taille haies, aspirateurs et quelques tronçonneuses.
Après 1970, une série de motoculteurs modernes (309 311 318 et 410 D4 à moteur Lombardini diesel), et la dernière invention PATISSIER : les enjambeurs viticoles proposés en 3 voies et motorisés par un Indénor de 45cv viendront clôturer 57 ans de services "Pour toutes Cultures" ; tel était le slogan d'Energic. Les Établissements Patissier arrêtent définitivement leur production en 1986.